# Trace de pluie fossile

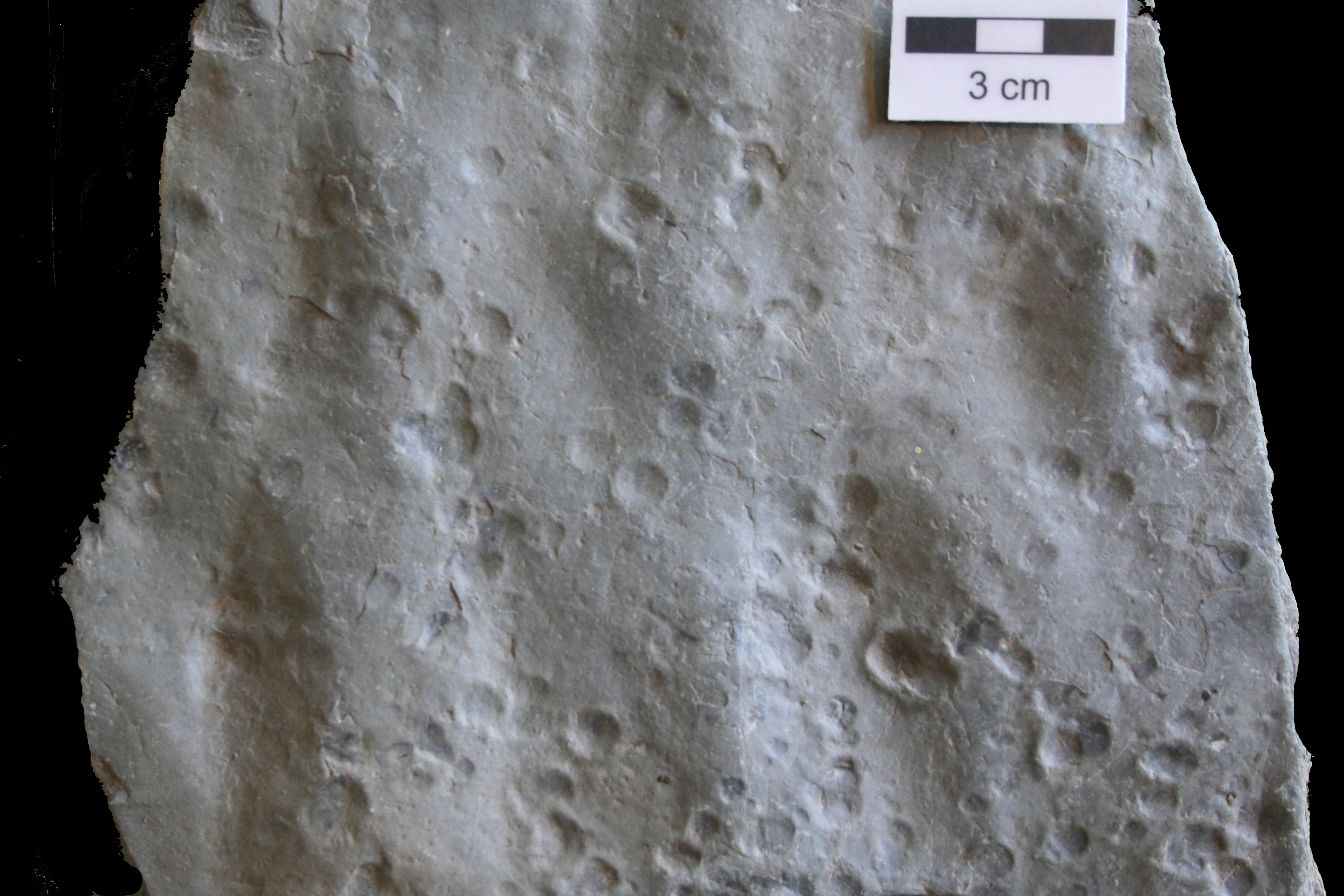
Impressions de gouttes de pluie fossiles au sommet d'un grès ondulé de la formation de Horton Bluff (Mississippien), près d'Avonport, en Nouvelle-Écosse

Les traces de pluie fossiles, ou, les impressions de gouttes de pluie sont une empreinte géologique caractérisée par de petites fosses en forme de cratère avec des bords légèrement relevés, résultant de l'impact des impacts des gouttes de pluie sur les surfaces de sédiments mous. 
Certaines structures sédimentaires d'apparence similaire peuvent être considérés comme un type de fossile, mais leur signification et leur authenticité ont été remises en question. 

## Description

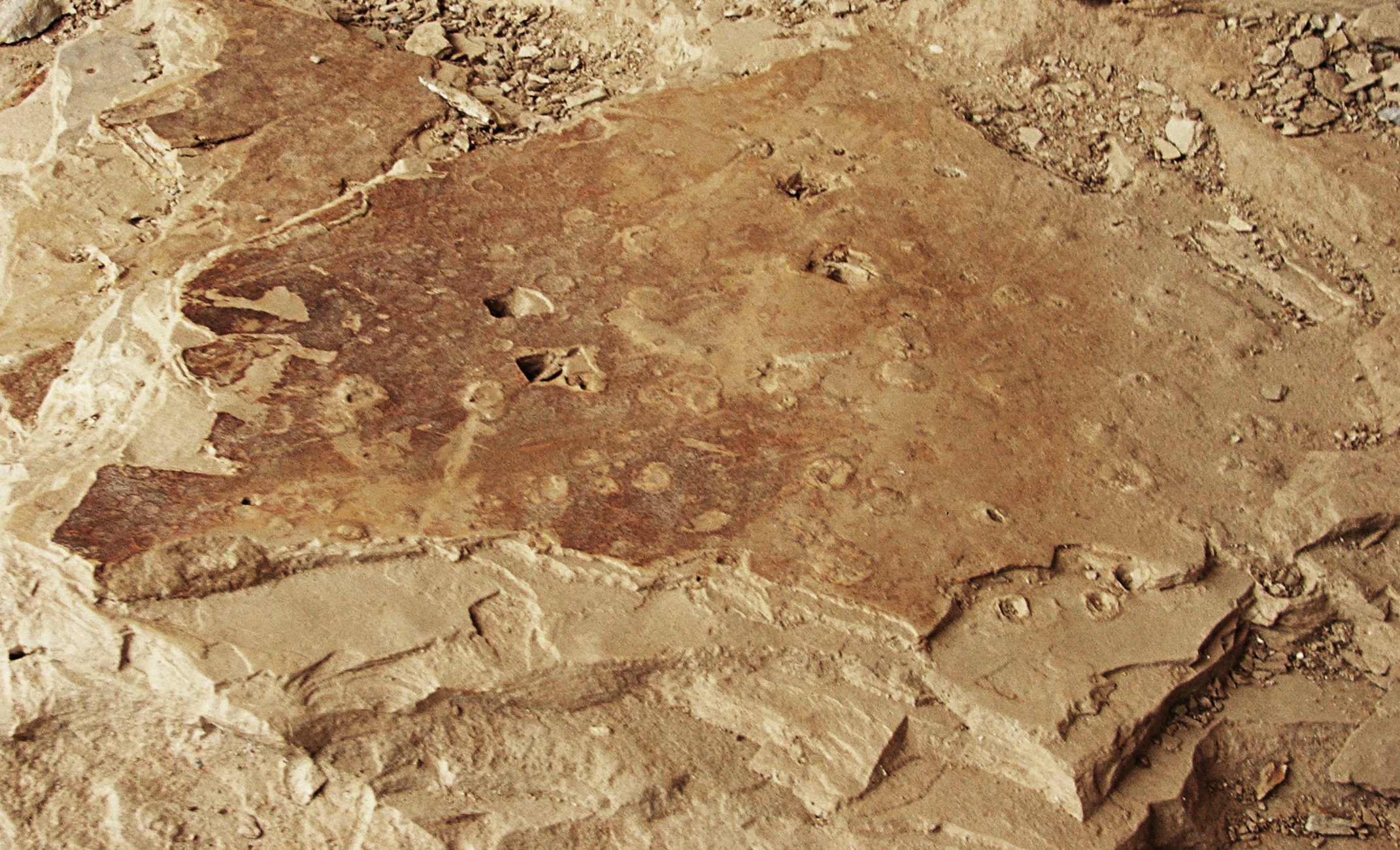
Gouttes de pluie fossiles

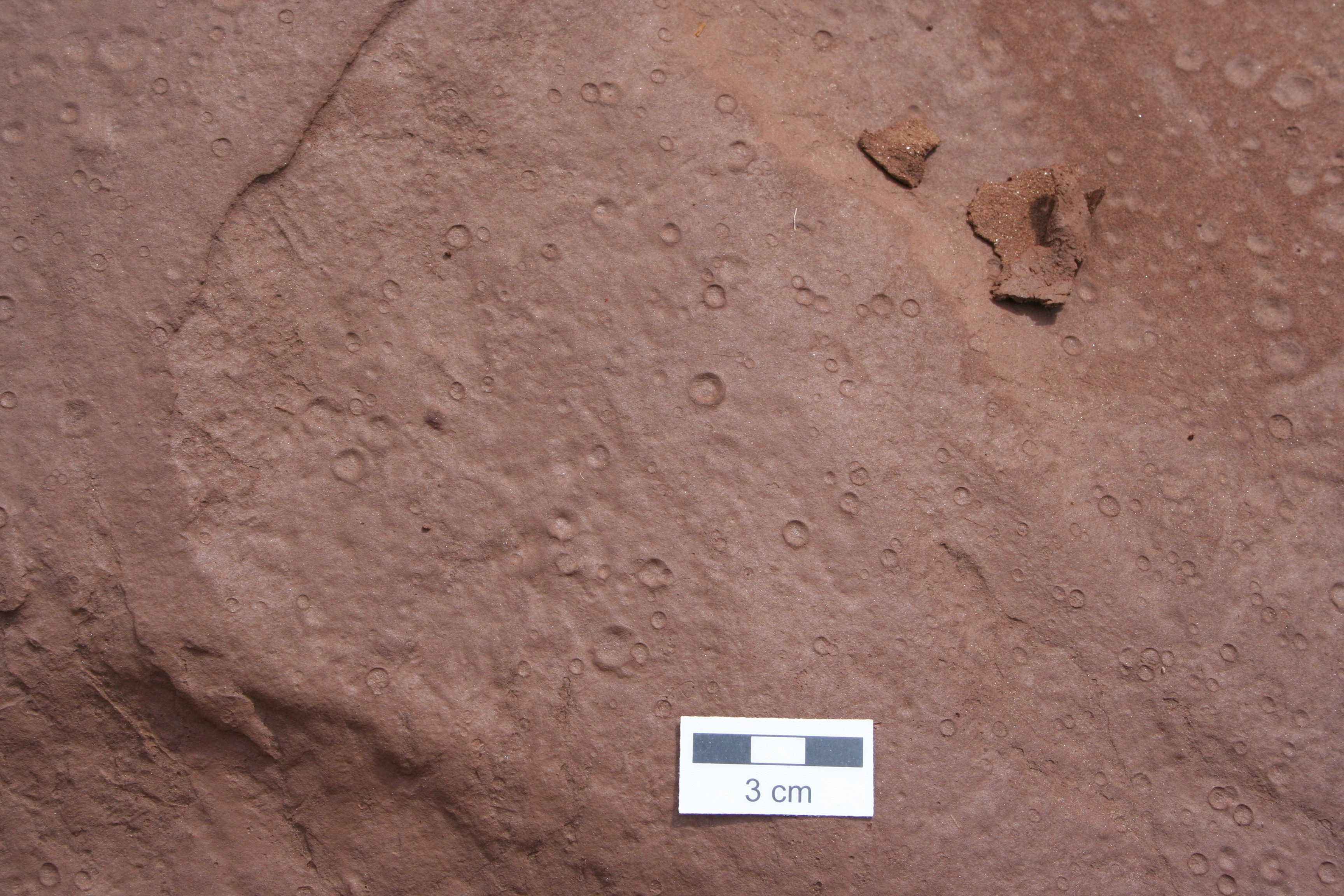
Impressions de gouttes de pluie de nos jours sur un banc de sable variable dans la rivière Salmon près de Truro, en Nouvelle-Écosse.

Les empreintes de gouttes de pluie ne mesurent que quelques millimètres d'épaisseur et moins de 1 centimètre de diamètre. Elles peuvent être conservés sous forme de traces, éparses ou resserrées les unes des autres à la surface des sédiments. 
Elles peuvent apparaître sous forme de petits cratères ou de petites bosses surélevées. Quand l'échantillon présente des cratères, il s'agit de la face haute car la pluie serait tombée dessus en faisant des indentations. Si l'échantillon présente de petites bosses surélevées, il s'agit du fond de l'échantillon. En effet, les impressions de gouttes de pluie ont été créées dans les sédiments, avant d'être recouverts par une autre couche qui remplit les impressions, créant, ce qui semble être, des reliefs sous forme de bosses sur la surface de fond de la couche supérieure.
Les traces de gouttes de pluie fossilisées peuvent aider les scientifiques à déterminer la pression atmosphérique de l'époque de l'événement. 

## Autres explications du phénomène
Les précipitations ne sont pas la seule explication de la structure sédimentaire, et toutes les « impressions de gouttes de pluie » ne sont pas considérées comme s'étant formées en raison des impacts de la pluie. Les arguments sceptiques quant à une telle origine s'exposent ainsi :
- Pendant une averse, les gouttes de pluie couvrent toute la surface, alors que les empreintes de gouttes de pluie sont généralement dispersées et peu nombreuses.
- Si la pluie tombe partout, les traces de gouttes de pluie devraient se trouver également sur des matières fines comme du sable ainsi que dans la boue, mais dans les archives géologiques, ces impressions semblent largement réservées à la roche à grain fin.
- Même lorsque des empreintes de gouttes de pluie se forment dans la boue pendant une averse, d'autres précipitations finissent par les détruire, laissant une surface inexploitable pour la préservation de ces traces.
- De nombreux exemples cités comme des impressions de gouttes de pluie modernes ou fossiles peuvent s'expliquer par des bulles d'air s'élevant à travers la boue.
- Les caractéristiques des traces dépendent de tant de variables qu'elles ne peuvent être utilisées de manière convaincante pour démontrer les impressions formées spécifiquement par les gouttes de pluie[5].

L'empreinte devrait se produire vers la fin d'une averse pour que les impressions de gouttes de pluie soient conservées dans les strates géologiques. La diminution du nombre d'impacts à ce moment explique l'aspect dispersés des impressions, et la saturation spécifique des sédiments explique leur conservation.
Il est difficile de faire la différence entre les empreintes résultant réellement de la pluie et celles d'autres sources telles que les remontées de bulles de gaz ou des dégoulinures d'une autre surface, car les structures de sédiments auraient la même apparence.